# Opéra national d'Ukraine

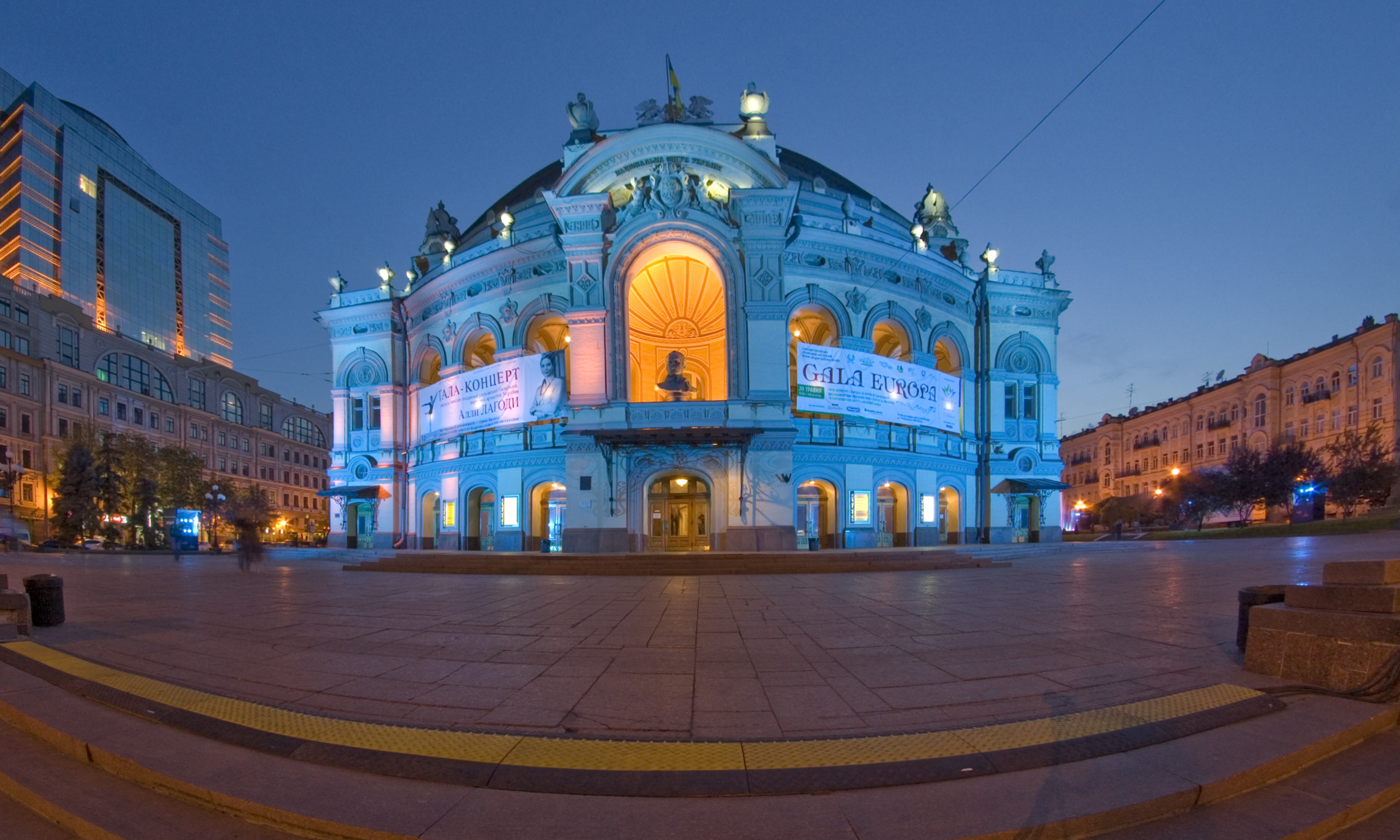
L'opéra national d'Ukraine Taras Chevtchenko à Kiev.

L'Opéra national d'Ukraine Taras Chevtchenko à Kiev, fondé à l'été 1867, est le troisième plus ancien en Ukraine, après l'Opéra d'Odessa et celui de Lviv. Aujourd'hui, la compagnie d'opéra de Kiev se produit au théâtre national d'opéra d'Ukraine qui porte le nom de Taras Chevtchenko à Kiev.

## Histoire

### Histoire des débuts: 1867 -XXesiècle
L'opéra est fondé à l'été de 1867 par Ferdinand Berger (? - 1875). Berger réussit à inviter de nombreux chanteurs, musiciens, et chefs d'orchestre de talent, et le conseil municipal (douma) avait offert à la troupe nouvellement créée de faire appel au Théâtre de la Ville (construit en 1856, avec I. Shtrom pour architecte) pour y donner leurs représentations. Si le nom officiel du théâtre est le Théâtre de la Ville, on l'appelle communément l'Opéra russe. Le jour de la première représentation, le 8 novembre (ancien calendrier, 27 octobre) de 1867, devient à Kiev un jour férié. C'est la représentation de l'opéra Le tombeau d'Askold, d'Alexeï Verstovski, qui marque les débuts de la troupe. Le succès initial est attribué au talent des voix d'alors, celle de O. Satagano-Gorchakova, de F. L'vov, de M. Agramov, mais également à l'intrigue captivante tirée des moments-clés de la longue histoire de la ville.
Les premières représentations furent la plupart du temps des opéras russes, incluant Rouslan et Ludmila de Mikhail Glinka, Rusalka d'Alexandre Dargomyzhsky, Les Macchabées par Anton Rubinstein et La Puissance de l'ennemi par A. Serov, ainsi que des opéras européens traduits comprenant Le Barbier de Séville de Rossini, Les Noces de Figaro de Mozart, Le Freischütz de Weber, Lucia di Lammermoor de Donizetti, ainsi que des opéras de Giuseppe Verdi, qui deviennent les favoris des habitants de Kiev.
Le 4 février 1896, après une représentation en matinée d'Eugène Onéguine, de Tchaïkovski, un incendie éclate dans le théâtre, provoqué par une bougie mal éteinte. En quelques heures, le feu consume le bâtiment entier. Une des plus grandes bibliothèques musicales en Europe, de nombreux costumes et les accessoires de scène de nombreuses représentations disparaissent dans l'incendie. Après l'incendie du Théâtre de la Ville, la troupe joue sur d'autres scènes pendant plusieurs années, y compris le théâtre de Bergonie (aujourd'hui le théâtre Lessia Oukraïnka), le théâtre de Solovtsov (aujourd'hui le théâtre national Ivan Franko) et même l'arène du fameux cirque de Krutikov.

### Début duXXesiècle

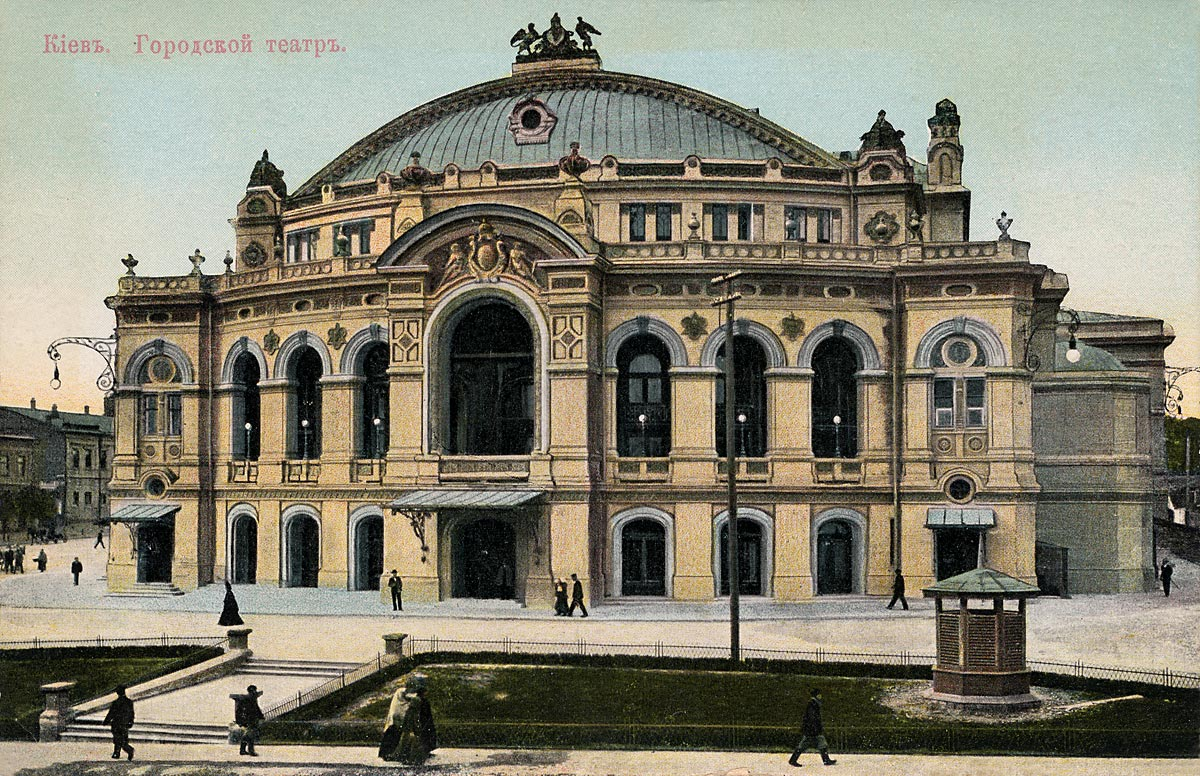
Le théâtre de Kiev City au début des années 1900.

Après l'incendie, le conseil municipal annonce un concours international pour concevoir un nouveau bâtiment pour le théâtre d'opéra à Kiev. Le projet de Viktor Schröter est choisi. L'extérieur est conçu dans le modèle de la Néo-Renaissance et tient compte des besoins des acteurs et des spectateurs. L'intérieur est remodelé dans un modèle classique et appelé « Moderne viennois ». Cependant, c'est la scène qui constitue la principale réalisation du théâtre, car c'est une des plus grandes en Europe, conçue selon les dernières normes de la technologie.
Le 29 septembre (le 16 septembre selon l'ancien calendrier) de 1901, l'ouverture solennelle  du théâtre a lieu avec une exécution de la cantate Kiev du compositeur Wilhelm Hartweld (1859 - 1927) et une représentation de l'opéra Une vie pour le tsar de Glinka.

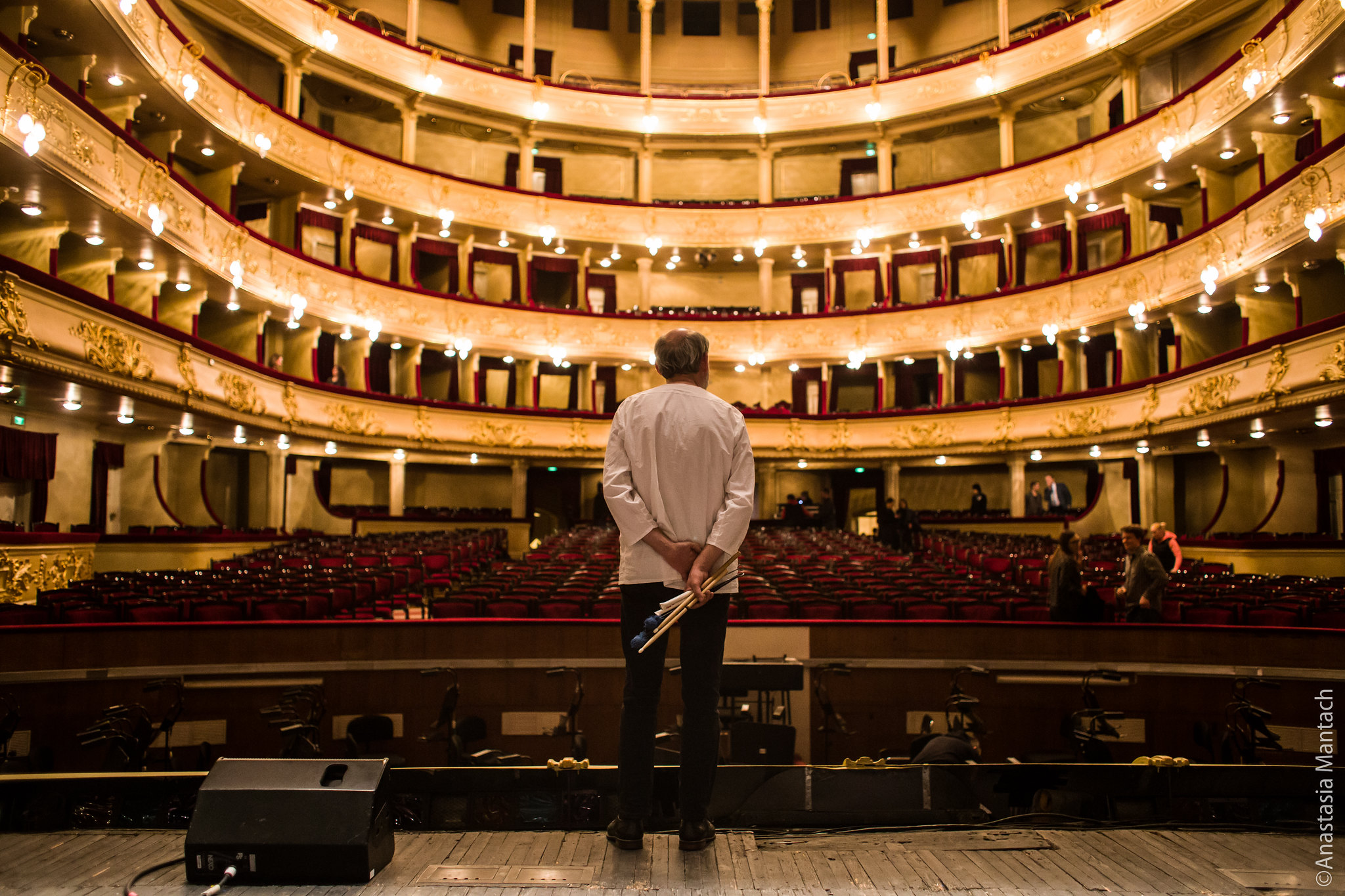
L'Opéra de Kiev.

Dans la première décennie du XXe siècle, le théâtre d'opéra de Kiev a attiré les chanteurs ukrainiens et russes les plus exceptionnels, y compris O. Petlyach, P. Tsecevitch, K. Voronets, M. Medvedev, K. Brun, O. Mossine et O. Kamionsky et des chanteurs occidentaux de premier plan sont souvent venus y chanter. Plusieurs représentations inhabituelles pour l'époque ont lieu sur la scène : Die Walküre de Wagner, Sadko de Rimsky-Korsakov et Mefistofele d'Arrigo Boito.
Comme Kiev a commencé à se développer et avec la fin de la Première Guerre mondiale, l'opéra de Kiev a tenu une place spéciale en URSS et dans le monde. Le théâtre d'opéra de Kiev a été considéré comme un des plus prestigieux en Ukraine et en Russie.

### Assassinat de Stolypine
Au cours d'une représentation, le 14 septembre 1911 (1er septembre selon le calendrier russe de l'époque), Dmitri Bogrov tue le premier ministre Piotr Stolypine de deux coups de feu, en présence du tsar et de deux grandes-duchesses.

## Danse
L'opéra accueil le ballet national d'Ukraine, troupe nationale qui fait ses représentations à l'opéra de Kiev mais aussi des tournées internationales. La structure inclut aussi une école de danse.

### Personnalités liées
- Olena Potapova, danseuse, enseignante.